# Erich Glaß
Erich Viktor Glaß (* 16. Juli 1888 in Lennep) war ein deutscher Kommunalpolitiker. Er war von 1925 bis 1943/44 Landrat im Landkreis Wittlage.

## Leben
Nach dem Schulbesuch schlug Glaß eine Verwaltungslaufbahn ein und trat 1916 als Assessor in den Staatsdienst ein. Bei der Regierung Düsseldorf wurde er später zum Regierungsrat ernannt. Als solcher wurde er im September 1925 kommissarisch als Landrat im Kreis Wittlage eingesetzt. Im Dezember 1925 übernahm er endgültig dieses Amt. Zum 1. Mai 1937 trat er in die NSDAP ein (Mitgliedsnummer 4.109.594). Als einziger Landrat im Regierungsbezirk Osnabrück blieb er auch nach der Machtergreifung der Nationalsozialisten im Amt. Er verwaltete dies bis zu einer Einberufung zur Wehrmacht 1943. Danach wurde er als Landrat in Wittlage vertreten.
Er war Vorsitzender des Aufsitzrates der Wittlager Kreisbahn AG, Bohmte.